# 宮の馬場遺跡
宮の馬場遺跡（みやのばばいせき）は、山口県萩市にある弥生時代の日本の遺跡。
大井八幡宮前方の台地は「大井宮の馬場弥生遺跡」として考古学者に注目されていた。1934年、旧制山口県立萩中学（現・山口県立萩高等学校）教員山本博の調査により学会に報告がなされた。
昭和30年代には、山口大学の小野忠煕、九州大学の小田富士雄が広く学会に紹介した。1972年と1973年にわたって、大阪学院大学教授となっていた山本博を団長に、助手の磯崎正彦が学生をひきいて発掘にあたった。その成果は「長門・大井　山口県萩市大井宮の馬場遺跡第一次及び二次発掘調査概報」としてまとめられた。
宮の馬場遺跡は弥生時代の前期に始まって、中期に最盛期を迎え、後期まで栄えた。遺跡の範囲も広大で、八幡宮参道、とりわけ西側の住宅に建っているあたりは遺物が厚く堆積していた。この辺りからは祭祀用の石製模造品も出土しており、古代の祭祀跡だったことが分かる。